# Parataxe
Em Gramática, parataxe (do grego Παράταξις - parataxis, arranjar lado a lado), em oposição a hipotaxe, significa uma sequência de frases justapostas, sem conjunção coordenativa.
Em Literatura, corresponde ao uso preferencial, em linguagem falada ou escrita, de frases curtas e simples, normalmente sem conjunções coordenativas ou subordinativas. Exemplos:
- "Este homem é hábil, ele vencerá"
- " Vim, vi, venci".

Um bom exemplo, de parataxe na Filosofia, são os ensaios de Theodor Adorno.[carece de fontes?]
Em Psicologia, parataxe ou parataxia, se refere ao conjunto de experiências acumuladas durante a formação da personalidade.[carece de fontes?]
Em Política, refere-se  a uma família ou grupo político agrupado em torno de uma ideia central.[carece de fontes?]
Em História militar, denota a formação do exército (grego) em ordem de batalha.[carece de fontes?]